# مایلین میلانوا
مایلین میلانوا (اسپانیایی: Mayrín Villanueva‎؛ زادهٔ ۸ اکتبر ۱۹۷۰) هنرپیشه، مدل اهل مکزیک است.
او فعالیت حرفه‌ای خود را از سال ۱۹۹۸ آغاز کرد.